# Silene viscidula
Silene viscidula är en nejlikväxtart som beskrevs av Adrien René Franchet. Silene viscidula ingår i släktet glimmar, och familjen nejlikväxter. Inga underarter finns listade i Catalogue of Life.